# Шестеричная система счисления
Шестеричная система счисления — позиционная система счисления с основанием 6. Используются цифры 0, 1, 2, 3, 4, 5. Она была независимо принята небольшим числом культур. Как и десятичная система счисления с основанием 10, её основание является полупростым, хотя оно уникально, поскольку является произведением только двух последовательных чисел, которые оба являются простыми (2 и 3). Поскольку шесть — весьма суперсоставное число, многие аргументы в пользу двенадцатеричная система счисления применимы и к шестеричной системе.

## Математические свойства
| ×  | 1  | 2  | 3  | 4  | 5  | 10  |
| -- | -- | -- | -- | -- | -- | --- |
| 1  | 1  | 2  | 3  | 4  | 5  | 10  |
| 2  | 2  | 4  | 10 | 12 | 14 | 20  |
| 3  | 3  | 10 | 13 | 20 | 23 | 30  |
| 4  | 4  | 12 | 20 | 24 | 32 | 40  |
| 5  | 5  | 14 | 23 | 32 | 41 | 50  |
| 10 | 10 | 20 | 30 | 40 | 50 | 100 |

В шестеричной системе счисления все простые числа, кроме 2 и 3, имеют последнюю цифру 1 или 5. В шестеричной системе счисления простые числа записываются так:
2, 3, 5, 11, 15, 21, 25, 31, 35, 45, 51, 101, 105, 111, 115, 125, 135, 141, 151, 155, 201, 211, 215, 225, 241, 245, 251, 255, 301, 305, 331, 335, 345, 351, 405, 411, 421, 431, 435, 445, 455, 501, 515, 521, 525, 531, 551, ... последовательность A004680 в OEIS
То есть, для любого простого числа p, большего 3, выполняются соотношения модульной арифметики, согласно которым p ≡ 1 или 5 (mod 6) (то есть 6 делит либо p − 1, либо p − 5); последняя цифра — 1 или 5. Это доказывается от противного.
Для любого целого числа n:
- Если n ≡ 0 (mod 6), 6 | n
- Если n ≡ 2 (mod 6), 2 | n
- Если n ≡ 3 (mod 6), 3 | n
- Если n ≡ 4 (mod 6), 2 | n

Кроме того, поскольку наименьшие четыре простых числа (2, 3, 5, 7) являются либо делителями, либо соседями 6, шестеричная система счисления имеет простой признак делимости для многих чисел.
Более того, все чётные совершенные числа кроме 6 имеют 44 как последние две цифры при записи в шестеричной системе счисления, что доказывается тем фактом, что каждое чётное совершенное число имеет вид 2p – 1(2p – 1), где 2p − 1 — простое число.
Шестеричная система счисления также является самым большим основанием системы счисления r, не имеющим тотатив кроме 1 и r−1, что делает её таблицу умножения весьма регулярной для её размера и минимизирует усилия, необходимые для запоминания этой таблицы. Это свойство максимизирует вероятность того, что результат умножения целых чисел оканчивается на ноль, при условии, что ни один из её множителей им не оканчивается.
Если число делится на 2, то его последняя цифра в шестеричной системе счисления равна 0, 2 или 4.
Если число делится на 3, то его последняя цифра в шестеричной системе счисления равна 0 или 3.
Число делится на 4, если его предпоследняя цифра нечетная и его последняя цифра равна 2, или его предпоследняя цифра четная и его последняя цифра равна 0 или 4.
Число делится на 5, если сумма его шестеричных цифр делится на 5 (эквивалент отбрасывания девяток в десятичной системе счисления).
Если число делится на 6, то его последняя цифра равна 0.
Чтобы определить, делится ли число на 7, можно сложить его чередующиеся цифры и вычесть эти суммы; Если результат делится на 7, то число делится на 7, аналогично признаку делимости на 11 в десятичной системе счисления.

## Дроби
Поскольку шесть — это произведение первых двух простых чисел и стоит рядом со следующими двумя простыми числами, многие шестеричные дроби имеют простые представления:
| Десятичная система счисления Простые множители основания: 2, 5 Простые множители единицы ниже основания: 3 Простые множители единицы выше основания: 11 | Десятичная система счисления Простые множители основания: 2, 5 Простые множители единицы ниже основания: 3 Простые множители единицы выше основания: 11 | Десятичная система счисления Простые множители основания: 2, 5 Простые множители единицы ниже основания: 3 Простые множители единицы выше основания: 11 | Шестеричная система счисления Простые множители основания: 2, 3 Простые множители единицы под основанием: 5 Простые множители единицы над основанием: 7 (=116) | Шестеричная система счисления Простые множители основания: 2, 3 Простые множители единицы под основанием: 5 Простые множители единицы над основанием: 7 (=116) | Шестеричная система счисления Простые множители основания: 2, 3 Простые множители единицы под основанием: 5 Простые множители единицы над основанием: 7 (=116) |
| Дробь | Простые множители знаменателя | Позиционное представление | Позиционное представление | Простые множители знаменателя | Дробь |
| 1/2 | 2 | 0,5 | 0,3 | 2 | 1/2 |
| 1/3 | 3 | 0.3333... = 0.3 | 0.2 | 3 | 1/3 |
| 1/4 | 2 | 0,25 | 0,13 | 2 | 1/4 |
| 1/5 | 5 | 0,2 | 0.1111... = 0.1 | 5 | 1/5 |
| 1/6 | 2, 3 | 0.16 | 0.1 | 2, 3 | 1/10 |
| 1/7 | 7 | 0.142857 | 0.05 | 11 | 1/11 |
| 1/8 | 2 | 0,125 | 0,043 | 2 | 1/12 |
| 1/9 | 3 | 0.1 | 0,04 | 3 | 1/13 |
| 1/10 | 2, 5 | 0.1 | 0.03 | 2, 5 | 1/14 |
| 1/11 | 11 | 0.09 | 0.0313452421 | 15 | 1/15 |
| 1/12 | 2, 3 | 0.083 | 0.03 | 2, 3 | 1/20 |
| 1/13 | 13 | 0.076923 | 0.024340531215 | 21 | 1/21 |
| 1/14 | 2, 7 | 0.0714285 | 0.023 | 2, 11 | 1/22 |
| 1/15 | 3, 5 | 0.06 | 0.02 | 3, 5 | 1/23 |
| 1/16 | 2 | 0,0625 | 0,0213 | 2 | 1/24 |
| 1/17 | 17 | 0.0588235294117647 | 0.0204122453514331 | 25 | 1/25 |
| 1/18 | 2, 3 | 0.05 | 0.02 | 2, 3 | 1/30 |
| 1/19 | 19 | 0.052631578947368421 | 0.015211325 | 31 | 1/31 |
| 1/20 | 2, 5 | 0.05 | 0.014 | 2, 5 | 1/32 |
| 1/21 | 3, 7 | 0.047619 | 0.014 | 3, 11 | 1/33 |
| 1/22 | 2, 11 | 0.045 | 0.01345242103 | 2, 15 | 1/34 |
| 1/23 | 23 | 0.0434782608695652173913 | 0.01322030441 | 35 | 1/35 |
| 1/24 | 2, 3 | 0.0416 | 0.013 | 2, 3 | 1/40 |
| 1/25 | 5 | 0.04 | 0.01235 | 5 | 1/41 |
| 1/26 | 2, 13 | 0.0384615 | 0.0121502434053 | 2, 21 | 1/42 |
| 1/27 | 3 | 0.037 | 0.012 | 3 | 1/43 |
| 1/28 | 2, 7 | 0.03571428 | 0.0114 | 2, 11 | 1/44 |
| 1/29 | 29 | 0.0344827586206896551724137931 | 0.01124045443151 | 45 | 1/45 |
| 1/30 | 2, 3, 5 | 0.03 | 0.01 | 2, 3, 5 | 1/50 |
| 1/31 | 31 | 0.032258064516129 | 0.010545 | 51 | 1/51 |
| 1/32 | 2 | 0,03125 | 0,01043 | 2 | 1/52 |
| 1/33 | 3, 11 | 0.03 | 0.01031345242 | 3, 15 | 1/53 |
| 1/34 | 2, 17 | 0.02941176470588235 | 0.01020412245351433 | 2, 25 | 1/54 |
| 1/35 | 5, 7 | 0.0285714 | 0.01 | 5, 11 | 1/55 |
| 1/36 | 2, 3 | 0.027 | 0.01 | 2, 3 | 1/100 |

## Счёт по пальцам
Можно сказать, что каждая обычная человеческая рука имеет шесть однозначных положений: кулак, один вытянутый палец, два, три, четыре, а затем все пять вытянутых пальцев.
Если правая рука используется для представления единицы (от 0 до 5), а левая — для представления чисел, кратных 6, то один человек может представить пальцами значения от нуля до 55десятичный (35десятичный), а не обычные десять, получаемые при стандартном счёте по пальцам. Например, если вытянуты три пальца на левой руке и четыре на правой, будет представлено число 34десятичный. Это эквивалентно 3 × 6 + 4, что равно 22десятичным.
Кроме того, этот метод — наименее абстрактный способ счёта двумя руками, отражающий концепцию позиционная система счисления, поскольку переход из одной позиции в другую осуществляется путём перекладывания одной руки на другую. В то время как большинство развитых культур считают на пальцах до 5 очень похожим образом, не-западные культуры, начиная с 5, отклоняются от западных методов, например, китайскими жестами для чисел. Поскольку шестеричный счёт на пальцах также отличается только после 5, этот метод счёта по простоте соперничает с традиционными методами счёта, что может иметь значение для обучения позиционной записи чисел младших школьников.
Какая рука используется для «шестёрок», а какие — для единиц, зависит от предпочтений счётчика; однако, с точки зрения счётчика, использование левой руки в качестве старшей цифры коррелирует с письменным представлением того же шестеричного числа. Переворачивание стрелки с цифрами «шестёрки» обратной стороной может помочь ещё лучше разобраться, какая стрелка представляет «шестёрки», а какая — единицы. Однако недостаток шестеричной системы счисления заключается в том, что без предварительного соглашения обе стороны не смогут использовать её, поскольку не будут уверены, какая рука представляет шестёрки, а какая — единицы. В то время как десятичная система счисления (где числа после 5 обозначаются открытой ладонью и дополнительными пальцами) по сути является унарной системой, требующей от другой стороны только подсчёта количества вытянутых пальцев.

В баскетбол NCAA номера игроков на форме должны быть шестеричными и состоять максимум из двух цифр, чтобы судьи могли сигнализировать, какой игрок допустил нарушение, используя эту систему подсчета пальцев.
Более абстрактные системы счёта по пальцам, такие как chisanbop или finger binary, позволяют считать до 99, 1023 и даже больше в зависимости от метода (хотя и не обязательно шестеричные по своей природе). Английский монах и историк Bede описал в первой главе своего труда «De temporum ratione» (725), озаглавленной «Tractatus de computo, vel loquela per gestum digitorum», систему, которая позволяла считать до 9999 на двух руках.

## Естественные языки
Несмотря на редкость культур, где большие количества группируются по 6, обзор развития систем счисления позволяет предположить пороговое значение числа 6 (возможно, понимаемое как «целое», «кулак» или «больше пяти пальцев»).), причем 1–6 часто являются чистыми формами, а числительные впоследствии конструируются или заимствуются.
Язык доминиканцев Сообщается, что в Западной Новой Гвинее, индонезии используются шестеричные числительные. «Mer» означает 6, «mer an thef» означает 6 × 2 = 12, «nif» означает 36, а «nif thef» означает 36 × 2 = 72.
Другой пример из Папуа-Новой Гвинеи — Ямовые языки. В этих языках счёт связан с ритуализированным подсчётом ямса. В этих языках счёт идёт по основанию шесть, используя слова для обозначения степеней шестёрки; в некоторых языках число достигает 66. Одним из примеров является Komnzo со следующими числительными: nibo (61), fta (62 [36]), taruba (63 [216]), damno (64 [1296]), wärämäkä (65 [7776]), wi (66 [46656]).
Сообщается, что в некоторых нигеро-конголезских языках использовалась шестеричная система счисления, обычно в дополнение к другим, например, десятичной или двадцатерицной.
прауральский также предполагалось наличие шестеричной системы счисления, причём число 7 было заимствовано позже, хотя данные о построении более крупных чисел (8 и 9) путём вычитания из десяти позволяют предположить, что это может быть не так.

## Тридцати-шестеричная система счисления как сжатие шестеричной системы счисления
Для некоторых целей шестеричная система счисления может быть слишком маленькой для удобства. Это можно обойти, используя её квадрат, тридцати-шестеричную систему счисления (шестнадцатеричную систему счисления), поскольку в этом случае преобразование упрощается простыми следующими заменами:
| Десятичная система счисления  | 0  | 1  | 2  | 3  | 4  | 5  | 6  | 7  | 8  | 9  | 10 | 11 | 12 | 13 | 14 | 15 | 16 | 17 |
| Щестеричная система счисления | 0  | 1  | 2  | 3  | 4  | 5  | 10 | 11 | 12 | 13 | 14 | 15 | 20 | 21 | 22 | 23 | 24 | 25 |
| Тридцати-шестеричная система  | 0  | 1  | 2  | 3  | 4  | 5  | 6  | 7  | 8  | 9  | A  | B  | C  | D  | E  | F  | G  | H  |
|                               |    |    |    |    |    |    |    |    |    |    |    |    |    |    |    |    |    |    |
| Десятичная                    | 18 | 19 | 20 | 21 | 22 | 23 | 24 | 25 | 26 | 27 | 28 | 29 | 30 | 31 | 32 | 33 | 34 | 35 |
| Шестеричная система счисления | 30 | 31 | 32 | 33 | 34 | 35 | 40 | 41 | 42 | 43 | 44 | 45 | 50 | 51 | 52 | 53 | 54 | 55 |
| Тридцати-шестеричная система  | I  | J  | K  | L  | M  | N  | O  | P  | Q  | R  | S  | T  | U  | V  | W  | X  | Y  | Z  |

Таким образом, число WIKI36 в Тридцати-шестеричной системе счисления равно шестеричному числу 523032306. В десятичной системе счисления оно равно 1 517 058.
Выбор числа 36 в качестве radix удобен тем, что цифры можно представить с помощью арабских цифр 0–9 и латинских букв A–Z; этот выбор лежит в основе схемы кодирования base36. Эффект сжатия, возникающий из-за того, что 36 является квадратом 6, приводит к сокращению длины многих шаблонов и представлений в системе счисления с основанием 36:
1/910 = 0,046 = 0,436
1/1610 = 0,02136 = 0,2936
1/510 = 0,16 = 0,736
1/710 = 0,056 = 0.536

## Внешние ссылки
- Подробный ресурс по основанию 6
- Диалект Шака по основанию 6
- Преобразование шестеричной системы счисления
- Конвертер числа в систему счисления с основанием 6 (Sooeet)
- Калькулятор